# قرقیز-آتا
قرقیز-آتا (به لاتین: Kyrgyz-Ata) یک روستا در قرقیزستان است که در شهرستان نوکت واقع شده‌است. قرقیز-آتا ۶٬۵۳۸ نفر جمعیت دارد.